# Ahaetulla
Ahaetulla – rodzaj węży z podrodziny Ahaetuliinae w rodzinie połozowatych (Colubridae).

## Zasięg występowania
Rodzaj obejmuje gatunki występujące w Azji (Chiny, Nepal, Indie, Sri Lanka, Bangladesz, Bhutan, Mjanma, Laos, Wietnam, Kambodża, Tajlandia, Malezja, Singapur, Brunei, Indonezja i Filipiny).

## Charakterystyka
Węże z rodzaju Ahaetulla prowadzą dzienny tryb życia. Są jadowite, lecz nie są niebezpieczne dla człowieka.

## Systematyka

### Etymologia
- Ahaetulla: syngaleska nazwa ehetulla dla biczowęża długonosego[13].
- Dryinus: gr. δρυινος druinos „dębowy”, od δρυς drus, δρυος druos „drzewo, zwłaszcza dąb”[14]. Gatunek typowy: Coluber mycterizans Linnaeus, 1758.
- Dryophis: gr. δρυς drus, δρυος druos „drzewo, zwłaszcza dąb”[14]; οφις ophis, οφεως opheōs „wąż”[15]. Nazwa zastępcza dla Dryinus Merrem, 1820 (nazwa zajęta przez Dryinus Latreille, 1804 (Hymenoptera)).
- Passerita: etymologia nieznana, J.E. Gray nie wyjaśnił znaczenia nazwy rodzajowej[5]. Nazwa zastępcza dla Dryinus Merrem, 1820 (nazwa zajęta przez Dryinus Latreille, 1804 (Hymenoptera)).
- Tragops: gr. τραγος tragos „kozioł”; ωψ ōps, ωπος ōpos „oblicze, twarz”[6]. Gatunek typowy: Dryophis prasina F. Boie, 1827.
- Herpetotragus: gr. ἑρπετον herpeton „wąż, gad”[16]; τραγος tragos „kozioł”[16]. Gatunek typowy: Coluber nasutus Lacépède, 1789.
- Dystyches: gr. δυστυχης dustukhēs „nieszczęśliwy, nieudany”[8]. Nazwa zastępcza dla Tragops Wagler, 1830, ponieważ Gistel błędnie uważał, że nazwa ta jest zajęta przez Tragopa Latreille, 1829 (Hemiptera).
- Tropidococcyx: gr. τροπις tropis, τροπιδος tropidos „kil statku”[17]; κοκκυξ kokkux, κοκκυγος kokkugos „kukułka”[18]. Gatunek typowy: Psammophis perroteti A.M.C. Duméril, Bibron & A.H.A. Duméril, 1854.
- Gephyrinus: gr. γεφυρα gephura „most”[19]; ῥις rhis, ῥινος rhinos „nos, pysk”[20]. Gatunek typowy: Dryophis fronticinctus Günther, 1858.

### Podział systematyczny
Do rodzaju należą następujące gatunki: 
- Ahaetulla anomala (Annandale, 1906)
- Ahaetulla borealis Mallik, Srikanthan, Pal, D’souza, Shanker & Ganesh, 2020
- Ahaetulla dispar (Günther, 1864)
- Ahaetulla farnsworthi Mallik, Srikanthan, Pal, D’souza, Shanker & Ganesh, 2020
- Ahaetulla fasciolata (Fischer, 1885)
- Ahaetulla flavescens (Wall, 1910)
- Ahaetulla fronticincta (Günther, 1858)
- Ahaetulla fusca (Duméril, Bibron & Duméril, 1854)
- Ahaetulla isabellina (Wall, 1910)
- Ahaetulla laudankia Deepak, Narayanan, Sarkar, Dutta & Mohapatra, 2019
- Ahaetulla longirostris Mirza, Pattekar, Verma, Stuart, Purkayastha, Mohapatra & Patel, 2024
- Ahaetulla malabarica Mallik, Srikanthan, Pal, D’souza, Shanker & Ganesh, 2020
- Ahaetulla mycterizans (Linnaeus, 1758)
- Ahaetulla nasuta (Lacépède, 1789) – biczowąż długonosy[21]
- Ahaetulla oxyrhynca (Bell, 1825)
- Ahaetulla perroteti (Duméril, Bibron & Duméril, 1854)
- Ahaetulla prasina (Boie, 1827)
- Ahaetulla pulverulenta (Duméril, Bibron & Duméril, 1854)
- Ahaetulla rufusoculara Lam, Thu, Nguyen, Murphy & Nguyen, 2021
- Ahaetulla sahyadrensis Mallik, Srikanthan, Pal, D’souza, Shanker & Ganesh, 2020
- Ahaetulla travancorica Mallik, Srikanthan, Pal, D’souza, Shanker & Ganesh, 2020